# كريد 2
كريد 2 (بالإنجليزية: Creed II)‏ هو فيلم دراما رياضي من إخراج ستيفن كابيل جونيور، وكتبه سيلفستر ستالون وجول تايلور. الفيلم هو تتمة لـ‌كريد (2015) والجزء الثامن ضمن سلسلة أفلام روكي. من بطولة مايكل بي جوردن، وستالون، وتيسا طومسون، ودولف لندجرين، وفلوريان مونتينو، وفيليشيا رشاد، وأندريه وارد، وود هاريس وبريجيت نيلسن. في الفيلم يواجه أدونيس كريد خصم جديد في الحلبة هو فيكتور دراجو، أبن إيفان دراجو، الرياضي القوي الذي قتل والد أدونيس، أبولو كريد.
تم التأكيد على وجود تتمة لكريد في يناير 2016، لكن بسبب إنشغال مايكل بي جوردن ومخرجه راين كوجلر بفيلم النمر الأسود، تم تأجيله، ثم إستبدل كوجلر بكابيل جونيور. أنهى ستالون كتابة النص في يوليو 2017 وأعلن عودة لندجرين بدور دراجو. بدأ التصوير في فيلادلفيا في شهر مارس 2018 وانتهى في يوليو.
صدر كريد 2 في الولايات المتحدة بواسطة مترو غولدوين ماير في 21 نوفمبر 2018. تلقى الفيلم مراجعات إيجابية من النقاد الذين مدحوا طاقم التمثيل وتطور الشخصيات.

## القصة
يعود (أدونيس كريد) بمعاونة البطل السابق (روكي بالبوا) لجولة جديدة، وهذه المرة عليه أن يواجه داخل الحلبة فيكتور دراجو، ابن الملاكم إيفان دراجو الذي قتل (أبولو كريد) والد أودنيس منذ زمن بعيد في إحدى المواجهات.

## تمثيل
- مايكل بي جوردن بدور أدونيس «دوني» كريد، ملاكم موهوب وابن بطل العالم للوزن الثقيل أبولو كريد. يذهب من خلال اسم دوني جونسون.
- سيلفستر ستالون بدور روكي بلباو، بطل العالم للوزن الثقيل لمرتين، ومنافسة أبولو جعلته يتحول إلى صديق وأصبح مدرب أدونيس. يمتلك ويدير مطعمًا إيطاليًا في فيلادلفيا يحمل اسم زوجته المتوفاة أدريان.
- تيسا طومسون بدور بيانكا بورتر، صديقة أدونيس وهي مغنية وكاتبة أغاني تعاني من فقدان السمع التدريجي.
- دولف لندجرين بدور إيفان دراجو، بطل روسيا السابق، والذي اكتسب اهتمامًا عالميًا بفضل الاستخدام السري للستيرويدات والتدريب المتطور بسبب قوته الغاشمة التي لم يسبق رؤيتها من قبل. قبل سنوات، قتل أبولو كريد خلال مباراة ملاكمة، وكان في وقت لاحق قد هزم من قبل روكي.
- فلوريان مونتينو بدور فيكتور دراجو، ابن دراجو وهو أيضاً ملاكم، ومنافس أدونيس الجديد.
- فيليشيا رشاد بدور ماري آن كريد، أرملة أبولو وزوجة أبي أدونيس، والتي تأخذ أدونيس كطفل بعد وفاة الأم البيولوجية لأدونيس.
- أندريه وارد بدور داني «ستانتمان» ويلر، ملاكم للوزن الخفيف.
- بريجيت نيلسن بدور لودميلا دراجو: زوجة إيفان السابقة وأم فيكتور الذي ترك خلال مرحلة الطفولة الأخيرة.[6][7][8]
- ميلو فينتميليا بدور روبرت روبرت بالبوا: ابن روكي بالبوا، الذي انتقل إلى فانكوفر في الفترة ما بين روكي بالبوا وكريد، وهو الآن الأب نفسه.[9]
- راسل هورنسبي بدور بادي مارسيل: مروج للملاكمة، أقام المباراة بين أدونيس كريد وفيكتور دراجو.

## الإصدار
تم إصدار كريد II في الولايات المتحدة في 21 نوفمبر 2018. تم عرضه لأول مرة في 14 نوفمبر 2018 في مركز لينكولن للفنون المسرحية في نيويورك.
في 21 ديسمبر 2018 تم الإعلان عن إصدار الفيلم في 4 يناير 2019 في الصين، وهو أول فيلم من سلسلة روكي يحصل على الإطلاق المسرحي في البلاد.

## وصلات خارجية
كريد 2 على موقع IMDb (الإنجليزية)
- كريد 2 على موقع ميتاكريتيك (الإنجليزية)
- كريد 2 على موقع روتن توميتوز (الإنجليزية)
- كريد 2 على موقع نتفليكس (الإنجليزية)
- كريد 2 على موقع ألو سيني (الفرنسية)
- كريد 2 على موقع Turner Classic Movies (الإنجليزية)
- كريد 2 على موقع أول موفي (الإنجليزية)
- كريد 2 على موقع بوكس أوفيس موجو (الإنجليزية)
- كريد 2 على موقع فيلمافينيتي (الإسبانية)
- كريد 2 على موقع قاعدة بيانات الفيلم (الإنجليزية)